# Condado de Antelope
O Condado de Antelope é um dos 93 condados do estado norte-americano de Nebraska. A sede do condado é Neligh, que é também a sua maior cidade. O condado tem uma área de 2223 km² (dos quais 3 km² estão cobertos por água), uma população de 7452 habitantes, e uma densidade populacional de 3 hab/km² (segundo o censo nacional de 2000). Foi fundado em 1871.